# Stereogram

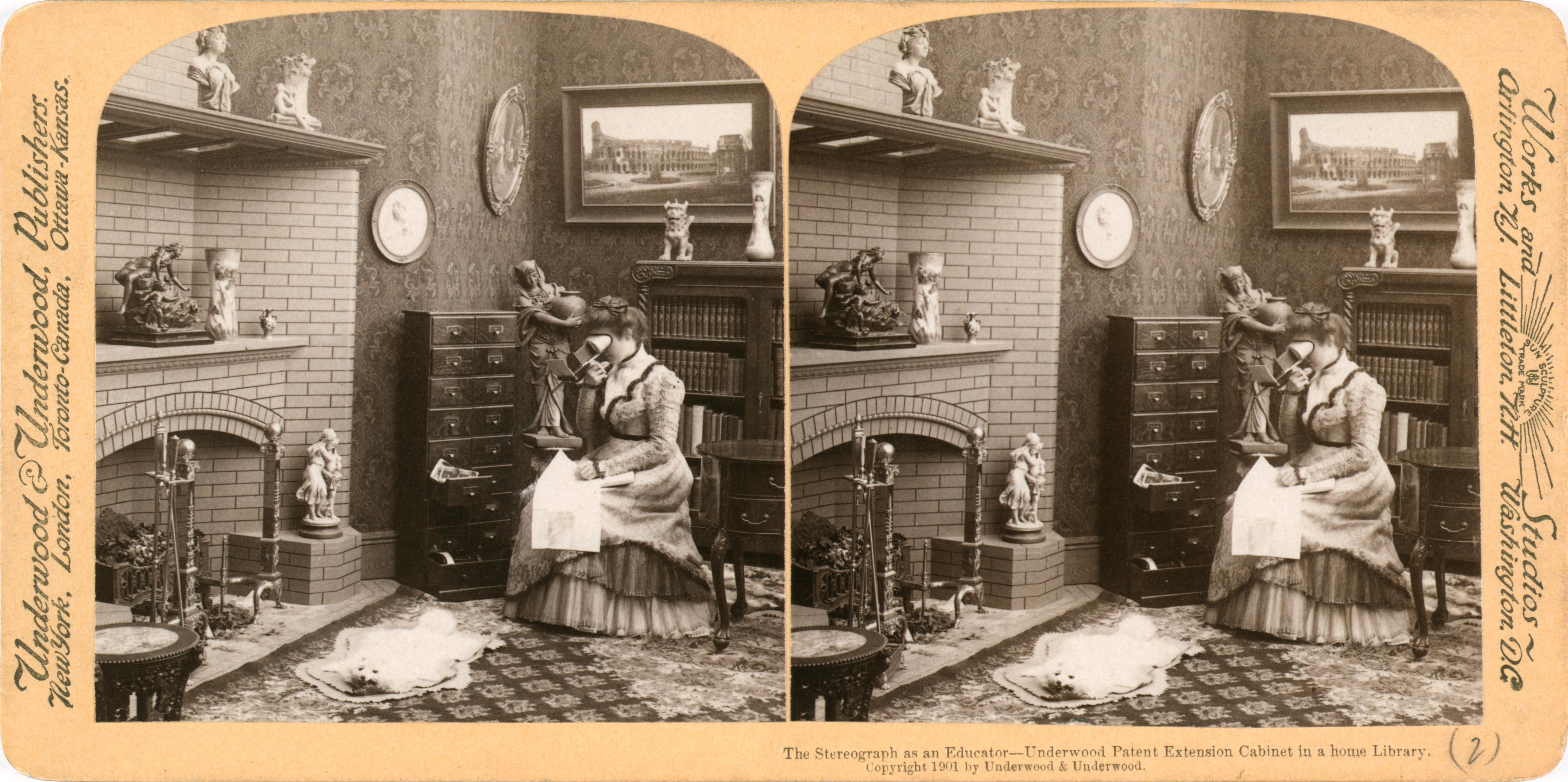
Underwood & Underwood: Stereogram z roku 1901

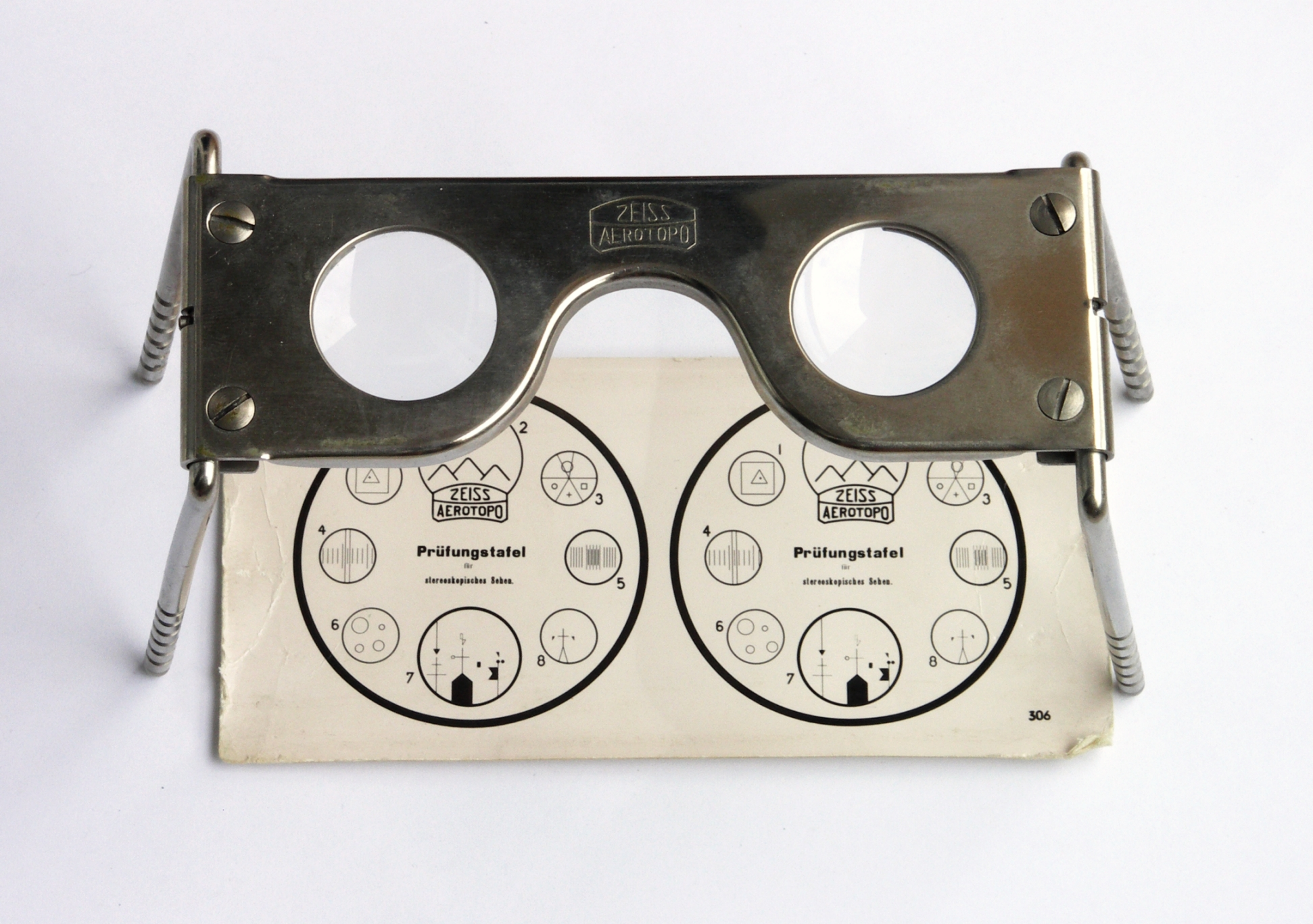
Starý stereoskop firmy Zeiss

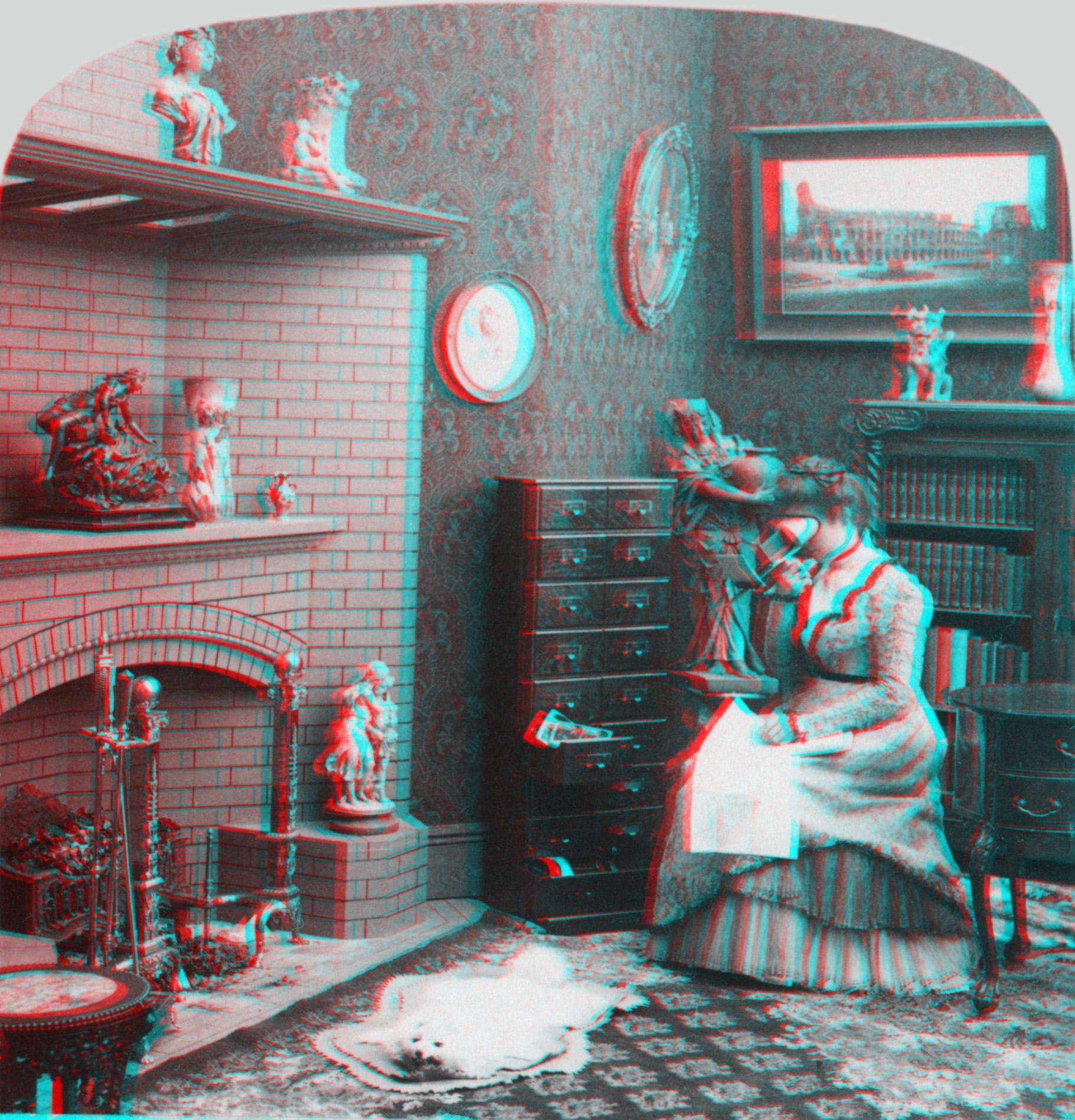
Anaglyf vytvořený z výše uvedeného stereogramu

Stereogram je optická iluze prostorového vidění plochého dvourozměrného obrazu. Původně šlo o pár obrázků, kdy každý byl pořízen z trochu jiného úhlu a které se prohlížely zvláštním zařízením – stereoskopem.
Tyto stereobrázky lze prohlížet i bez pomůcek pomoci jistého šilhání. Buď se levé oko dívá na pravý obrázek a pravé na levý, nebo se oči sice dívají rovnoběžně jako při pohledu do nekonečna, ale zaostřené nablízko. Oba způsoby se však musejí natrénovat.
V Česku byly populární stereokotoučky, které se zandávaly do stereoprohlížečky.
Mezi další stereoobrázky patří anaglyfy, kdy jsou dva obrázky zakódovány do jednoho pomocí dvou různých barev a prohlížejí se pomocí tzv. 3D brýlí (anaglyph glasses), kdy na každém oku je jiný barevný filtr. Brýle se používaly při promítání upravených  filmů nebo pro prohlížení upravených obrázků v časopisech.

## Historie
V roce 1838 objevil britský vynálezce Charles Wheatstone stereo vizi (binokulární vidění), která ho zavedla ke konstrukci stereoskopu na základě kombinace hranolů a zrcadel, která umožňovala člověku vidět 3D objekty z dvou 2D obrázků (stereogramů).
Stereoskop vyžadoval speciální druh dvojí fotografie nebo malby. Mnoho umělců, např. Salvador Dalí, vytvořili výjimečné stereo-párové malby pro stereoskop.
V letech roku 1849 – 1850 vylepšil skotský vědec David Brewster Wheatstonův stereoskop použitím čoček namísto zrcadel, tím pádem došlo ke zmenšení zařízení. Brewster si také všiml toho, že když se díváme na opakující se vzory v tapetách, můžeme mozku popadnout do odpovídajících párů a způsobit tak, aby mozek vnímal virtuální rovinu za stěnami. 
V roce 1959, psycholog dr. Bela Julesz a MacArthur Fellow objevil náhodný bodový stereogram. Julesz použil počítač k vytvoření stereo-páru z náhodně bodových obrázků, které po spatření pod stereoskopem mozek vnímá jako 3D tvary. 
Roku 1979, dr. Christopher Tyler zkombinoval teorie mezi jednoobrázkovým tapetovým stereogramem a náhodně bodovým stereogramem, který umožnil mozku vidět 3D obrazce z pouhých 2D obrázků bez jakéhokoliv optického zařízení. 